# Gilles Li Muisis
Gilles Li Muisis (o Le Muiset) (Tournai, 1272 circa – Tournai, 15 ottobre 1352) è stato uno storico e poeta francese.
Nato probabilmente a Tournai, nel 1289 entrò nell'abbazia benedettina di San Martino, situata nella sua città natale, dove ne divenne priore nel 1327 e abate quattro anni più tardi. Gilles scrisse due cronache in lingua latina, Chronicon majus e Chronicon minus, in cui trattò la storia del mondo, dalla sua creazione fino al 1349. Queste opere, ampliate successivamente da un altro scrittore al fine di includere anche gli anni fino al 1352, sono preziose per aver permesso di ricostruire la storia della Francia settentrionale e delle Fiandre nella prima metà del XIV secolo. Queste vennero pubblicate da J. J. de Senet nel Corpus chronicorum Flandriae. Gilles scrisse anche alcune poesie in francese, Poesies de Gilles Li Muisis, pubblicate nel XIX secolo dal barone Joseph Kervyn de Lettenhove.